# Діамантник білощокий
Діамантник білощокий (Stizoptera bichenovii) — вид горобцеподібних птахів родини астрильдових (Estrildidae). Ендемік Австралії.

## Назва
Вид названо на честь Джеймса Ебенезера Бічено (1785-1851),  колоніального секретаря Землі Ван Дімена (сучасна Тасманія), а також секретаря Ліннеївського товариства Лондона.

## Поширення
Ареал виду охоплює більшу частину північної та східної прибережної смуги Австралії, від північної частини Західної Австралії до північної частини Нового Південного Уельсу. За останні роки ареал цього виду розширився, оскільки людські поселення принесли джерела води (необхідні для прожитку цих тварин) у місця, де їх раніше не було. Вид є мешканцем саван і сухих прерій з рідкісною присутністю кущів і дерев, але він без проблем заселяє не дуже густі лісисті ділянки.

## Підвиди
Включає два підвиди:
- S. b. annulosa (Gould, 1840) – північ Західної Австралії та Північна територія;
- S. b. bichenovii (Vigors & Horsfield, 1827) – північний Квінсленд до південного сходу Нового Південного Уельсу.

## Опис
Птах невеликого розміру, завдовжки 9-11 см, кремезної статури. Спинна частина тіла коричнево-сіра, а черево світліше з відтінками ізабелового кольору. Грудка сірувато-біла, відділена від черева чорною перетинкою. Крім того, навколо голови є чорна смуга, яка розмежовує білу маску. Смуга утворює дві «брови» у верхній частині дзьоба, більш підкреслені у самця, ніж у самиці. Зовнішній край крил чорний, дрібно вкраплений білим. Хвіст також чорний, з білим крупом і підхвістям у номінального підвиду і темно-коричневим у підвиду annulosa. Ноги і дзьоб красивого блакитно-сірого кольору, очі темно-коричневого кольору.

## Спосіб життя
Харчується в основному насінням трав і бур'янів, а також дрібними комахами і павуками. Живуть ці птахи невеликими зграями в саванах, вкритих густими заростями або поодинокими деревами, особливо багато їх біля води. Трапляються біля землі, де шукають насіння трав.
Вони будують кулясті гнізда на землі в густій траві або на невисокій висоті в чагарниках. Самиця відкладає від 4 до 6 білих яєць. Інкубація триває 11 днів. Через 22–25 днів пташенята залишають гніздо, але ще 14 днів їх годують батьки.